# Sistema tarifario integrado

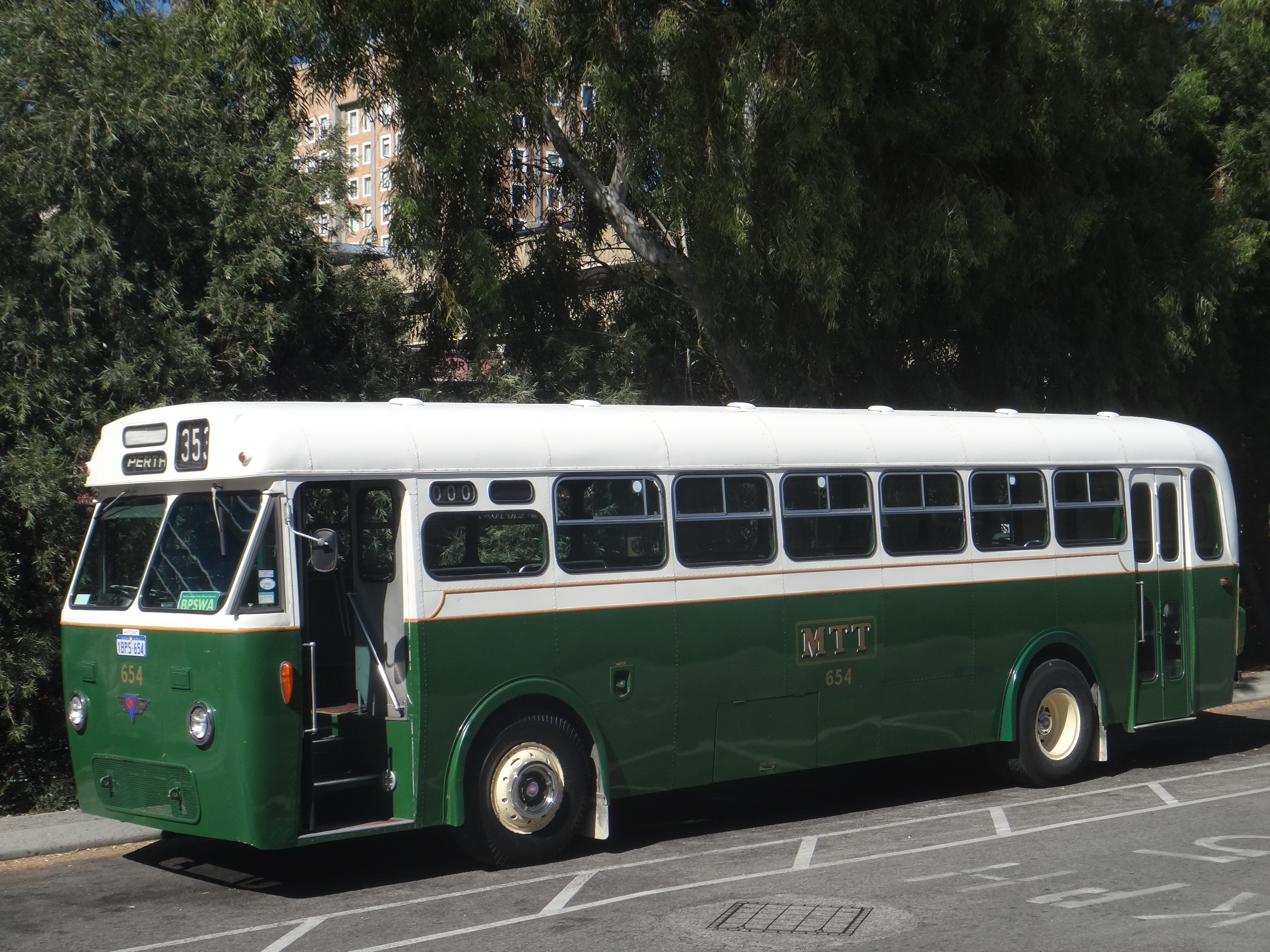
AEC Regal VI conservado en la Metropolitan Transporte Trust livery.

Un sistema tarifario integrado permite a un pasajero hacer un viaje que implique transferencias entre modos de transporte diferentes con un solo billete que es válido para el viaje completo. Los distintos modos de transporte combinables pueden ser, entre otros: autobuses, trenes, metros, transbordadores e incluso bicicletas. El propósito de un sistema tarifario integrado es animar a las personas a utilizar el transporte público simplificando el cambio entre modos de transporte para aumentar la eficacia de los servicios.
Entre otras cosas, el sistema tarifario integrado ha sido posible gracias a las tecnologías de billete electrónico como las tarjetas de banda magnética o las Smartcards. Algunos sistemas de tarjeta inteligente son también utilizados para pagar bienes y servicios como la tarjeta Octopus. Algunos sistemas de transporte públicos tienen también billetes de cartón que permiten cambiar de transporte dentro de una área especificada, y en algunos casos (como el Transperth FamilyRider en Australia o el título T-Mes en las provincias de Cataluña), permiten un número de viajes ilimitado durante un tiempo especificado.
Países como Suiza tienen sistemas tarifario integrados nacionales, los cuales no solo se extienden a través de los modos de transporte sino que pueden llevar adjunta la entrada a museos o destinos de ocio. Australia, Reino Unido y Suecia utilizan estos sistemas en el transporte público de ciudades importantes o áreas metropolitanas. En España existe un sistema integrado en cada una de las provincias de Cataluña, independientes entre sí. Un billete del sistema de una provincia no funciona en el de otra, pese a tener un esquema de funcionamiento idéntico. El sistema T-Mobilitat integrará los transportes de las cuatro provincias catalanas en un único sistema común para toda Cataluña.
Desplegar un sistema tarifario integrado requiere de la coordinación y la cooperación entre todos los proveedores del transporte público. Asuntos políticos, tecnológicos y de administración del proyecto han causado en algunos casos, largos retrasos. En Sídney el proyecto tuvo que ser retomado varias veces. En Dublín, el sistema también ha sufrido retrasos serios desde la fecha de inicio del proyecto el 2002. El sistema de Tarjeta de Salto (Leap Card) fue finalmente inaugurado el 12 de diciembre de 2011. En Estocolmo, la tarea de reemplazar el sistema existente de tarjetas de banda magnética por tarjetas inteligentes finalizó en el 2008, después de que el proyecto fuera empezado el 2002.. En Cataluña, el sistema T-Mobilitat ha sufrido retrasos. Su fecha de implantación inicial estaba prevista para el 2015. Actualmente está previsto su estreno a finales de 2018 para el área metropolitana de Barcelona y a finales de 2019 para toda Cataluña. El sistema T-Mobilitat hará uso de tarjetas sin contacto, tanto de cartón como de plástico PVC.

## Ejemplos
Ejemplos de Sistemas tarifarios integrados en todo el mundo:

### Asia Océano Pacífico
| Área                        | Autoridad del transporte             | Nombre del sistema | Tipo de billete     | Fecha de puesta en marcha | Tipo de transporte                                                        | Comentario |
| --------------------------- | ------------------------------------ | ------------------ | ------------------- | ------------------------- | ------------------------------------------------------------------------- | --- |
| Adelaida                    | Adelaida Metro                       | Metrocard          | Tarjeta inteligente | Noviembre de 2012         | Autobuses, trenes y tranvías                                              | |
| Auckland                    | Auckland Transporte                  | AT HOP card        | Tarjeta inteligente | 27 de octubre de 2012     | Autobuses, transbordadores y trenes                                       | |
| Auckland                    | Auckland Transporte                  | Snapper HOP card   | Tarjeta inteligente | 2011                      | Autobuses                                                                 | Extinción prevista en abril de 2013. |
| Kuala Lumpur                | Comisión de Transporte Público       | Touch 'n Go        | Tarjeta inteligente | 1997                      | Cercanías, metro, monoraíl, autobuses, aparcamiento y peajes              | |
| Melbourne                   | Transporte público Victoria          | myki               | Tarjeta inteligente | 2009                      | Autobuses, trenes, tranvías y servicios de trenes regionales restringidos | Reemplazó completamente el sistema Metcard de Melbourne en el 2012. |
| Perth                       | Transperth                           | SmartRider         | Tarjeta inteligente | Gener 2007                | Autobuses, transbordadores y trenes                                       | Reemplazó las tarjetas de banda magnética MultiRider. También dispone de billetes de cartón. Las tarjetas SmartRider también se pueden usar en Bunbury, Busselton, Geraldton y Kalgoorlie |
| Singapur                    | Autoridad de Transporte de la tierra | \| EZ-Link card \| | Tarjeta inteligente | 2001                      | Metro, autobús y aparcamientos                                            | |
| Queensland Del este del sur | TransLink                            | Go card            | Tarjeta inteligente | Gener 2008                | Autobuses, transbordadores y trenes                                       | |
| Sídney                      | Transporte por Gales Del sur Nuevo   | Opal card          | Tarjeta inteligente | Diciembre de 2012         | Autobuses, tren ligero, trenes y transbordadores                          | |
| EZ-Link card                |                                      |                    |                     |                           |                                                                           | |

### Europa
| Área                        | Autoridad de transporte | Nombre de sistema                              | Tipo de billete                                                                                               | Inicio de su implantación | Tipo de transporte | Comentario |
| --------------------------- | --- | ---------------------------------------------- | --- | --- | --- | --- |
| Área del Gran Dublín        | Autoridad de Transporte nacional | Leap card                                      | Tarjeta inteligente                                                                                           | 12 de diciembre de 2011 | Autobuses, trenes, LUAS y el futuro Metro | También incluirá operadores de autobús comercial deseando unirse al sistema. |
| Cataluña                    | Autoritat del Transport Metropolità de Barcelona, Autoridad Territorial de la Movilidad del Área de Lérida, Autoridad Territorial de la Movilidad del Campo de Tarragona y Autoridad Territorial de la Movilidad del Área de Gerona | Sistema Tarifari Integrat                      | Tarjeta de cartón con banda magnética para la provincia de Barcelona y sin contacto para el resto de Cataluña | 1 de enero de 2001 en Barcelona, 31 de marzo de 2008 en Lérida, 1 de octubre de 2008 en Tarragona, y 12 de junio de 2008 en Gerona | Autobús (urbano e interurbano) y tren (cercanías Renfe, Ferrocarriles de la Generalidad de Cataluña). En Barcelona se integra adicionalmente el tranvía y la red de metro.                          | Los sistemas tarifarios integrados de las cuatro provincias son independientes. El de Barcelona comprende un total de 296 municipios del Área Metropolitana de Barcelona divididos en 6 coronas con diferentes sectores tarifarios.. El de Lérida comprende un total de 149 municipios del Área Metropolitana de Lérida divididos en 2 zonas. El de Tarragona comprende un total de 132 municipios del Área Metropolitana de Tarragona divididos en 5 zonas. El de Gerona comprende un total de 49 municipios del Área Metropolitana de Gerona divididos en 7 zonas. A partir de finales de 2018 estará en funcionamiento el sistema T-Mobilitat en la provincia de Barcelona. A partir de finales de 2019 integrará todo el territorio de Cataluña, unificando los cuatro sistemas existentes. Empleará tarjetas inalámbricas y aplicaciones móviles. Los billetes sencillos se podrán pagar con tarjeta bancaria inalámbrica en el mismo terminal de validación. |
| Gran Londres                | TfL | Oyster card                                    | Tarjeta inteligente                                                                                           | Julio de 2003 | Autobús, metro, tranvías, tren de cercanías, London Overground y tren nacional. | |
| Gran Estocolmo              | SL | Desconocido                                    | Tarjeta de banda magnética                                                                                    | Desconocido | Autobuses, Metro, tren, tranvía, transbordadores | Será reemplazado por los SL Acceden sistema de Tarjeta inteligente. |
| Lombardia (Región italiana) | Regione Lombardia | Io Viaggio Ovunque                             | billete de papel / billete Magnético / Tarjeta inteligente                                                    | 2011 | Por viaje en la red de transporte pública local entera en la región de Lombardía: urbano, suburbano y intercity autobuses, tranvías, metros/metro, trenes regionales, barcas (en Lago Iseo ), y más | 1 a 7 billetes de días pueden ser adquiridos por cualquiera; mensual y más tiempo tener características diferentes, y requerir suscripción que proporciona / habilita Tarjeta inteligente personal. |
| Irlanda del Norte           | Translink | Smartlink                                      | Tarjeta inteligente                                                                                           | Octubre de 2009 | Autobús en Belfast, autobús en Derry/Londonderry, autobús regional e interurbano, servicios de Ferrocarriles                                                                                        | |
| París                       | SNCF/de RATP | Navigo Pass, Mobilis/Jeunes billetes de un día | Tarjeta inteligente / billete magnético                                                                       | 2006 | Metro, tren de cercanías, tranvía y autobús | |
| Suiza                       | Ferrocarriles Federales suizos | Swiss Pass                                     | Tarjeta de banda magnética                                                                                    | 1989 | Autobuses, trenes, barcos y tranvías | |
| Subotica                    | Subotica-Trans | SuBus                                          | Tarjeta inteligente                                                                                           | 2012 | Autobuses | |